# Nibelungenhalle
Die Nibelungenhalle war eine aus der Zeit des Nationalsozialismus stammende Veranstaltungshalle in Passau, die vor allem durch die darin stattfindenden Politischen Aschermittwoche der CSU und die jährlichen Großkundgebungen der Deutschen Volksunion bekannt wurde. 

## Geschichte
Auf dem Gelände des 1927 vom Freistaat Bayern gepachteten Kleinen Exerzierplatzes wurde im ersten Jahr nach der „Machtergreifung“ der Nationalsozialisten, am 27. April 1934, vom damaligen NSDAP-Gauleiter Hans Schemm der Grundstein für eine Halle gelegt, die große Volksversammlungen ermöglichen sollte. Die als Prunkbau vom Architekten Karl Kieffer geplante Nibelungenhalle sollte Veranstaltungen für 8.000 bis 10.000 Menschen ermöglichen, und am 15. Mai 1934 erfolgte nach nur halbjähriger Planungsphase bereits der erste Spatenstich für den 1,6 Millionen Reichsmark teuren Bau. Wie im Rahmen der nationalsozialistischen Massenarbeitsbeschaffungen üblich, wurde der Hallenbau zum Gemeinschaftswerk der ganzen Stadt erklärt, und so arbeiteten viele Passauer in ihrer Freizeit an dem Bau mit. Durch zahlreiche Geld- und Sachspenden war der niedrige Preis des Baus realisierbar. Nach einjähriger Bauzeit wurde die Halle dann 1935 eingeweiht. 1935 wurde in der Halle eine Einheit der Österreichischen Legion untergebracht.

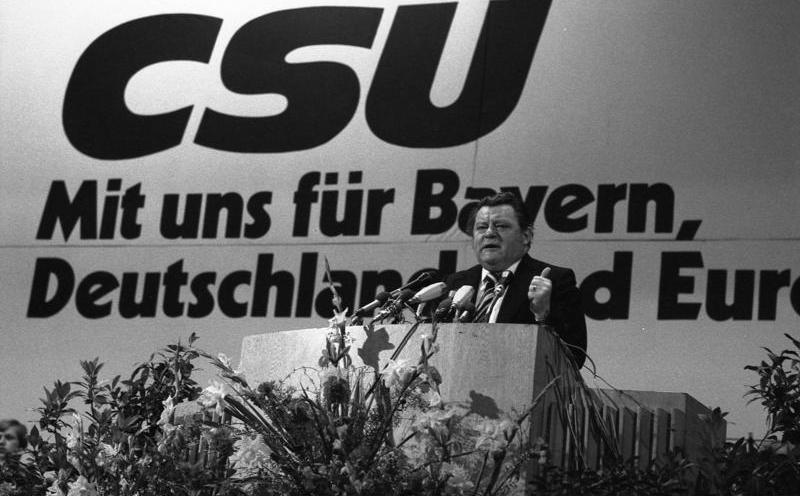
Franz-Josef Strauß spricht auf der Aschermittwoch-Kundgebung der CSU in der Nibelungenhalle (1975)

Die Halle wurde 1975 in Westdeutschland allgemein bekannt, als die CSU mit ihrem traditionellen Politischen Aschermittwoch aus dem zu klein gewordenen Wolferstetterkeller in Vilshofen in die Nibelungenhalle zog. Vor allem der bayrische Ministerpräsident und CSU-Vorsitzende Franz Josef Strauß erregte dort mit seinen teils deftigen Reden in Richtung Landtags-Opposition und Bundesregierung (von 1975 bis zum konstruktiven Misstrauensvotum 1982 regierten die Kabinette Schmidt I, II und III) oft Aufsehen. Mit dem letzten Politischen Aschermittwoch in der Nibelungenhalle 2003 unter Edmund Stoiber ging dort eine politische Ära zu Ende. Seitdem findet der Aschermittwoch in der neu erbauten Dreiländerhalle in Passau statt, die als Ablösung für die Nibelungenhalle erbaut wurde.
Berichtet wurde über die Nibelungenhalle auch als Veranstaltungsort der rechtsextremen Parteien NPD und DVU. Diese nutzten die Halle mit ihrer NS-Architektur mehr als 15 Jahre lang als Ort für ihre Kundgebungen. Trotz zahlreicher Proteste seitens der Stadt Passau, der Gewerkschaften, Parteien und tausender Passauer Bürger beharrten die NPD und DVU auf der Nibelungenhalle als Veranstaltungsort. Ein Verbot der Veranstaltungen, gegen die sich die Stadt in über 50 Gerichtsverfahren erfolglos zu wehren versuchte, scheiterte, da laut den Urteilen der Gerichte jeder Partei die Nutzung gestattet werden musste. Doch aufgrund hoher Hallenmieten, die an Opfer rechtsextremer Gewalt gespendet wurden, und der Verweigerung der Bewirtung durch den Restaurantpächter warfen die NPD schließlich 2000 und die DVU 2001 das Handtuch. Der Abriss der Halle stand zu diesem Zeitpunkt ebenfalls bereits fest.
Am 10. Februar 2004 wurde mit dem Abriss der Nibelungenhalle durch Karl Bau begonnen und in kurzer Zeit abgeschlossen. Auf dem Platz entstand seit 2008 im Rahmen des Passauer Projektes „Neue Mitte“ der „Stadtturm“.